# Góral (kolarstwo)

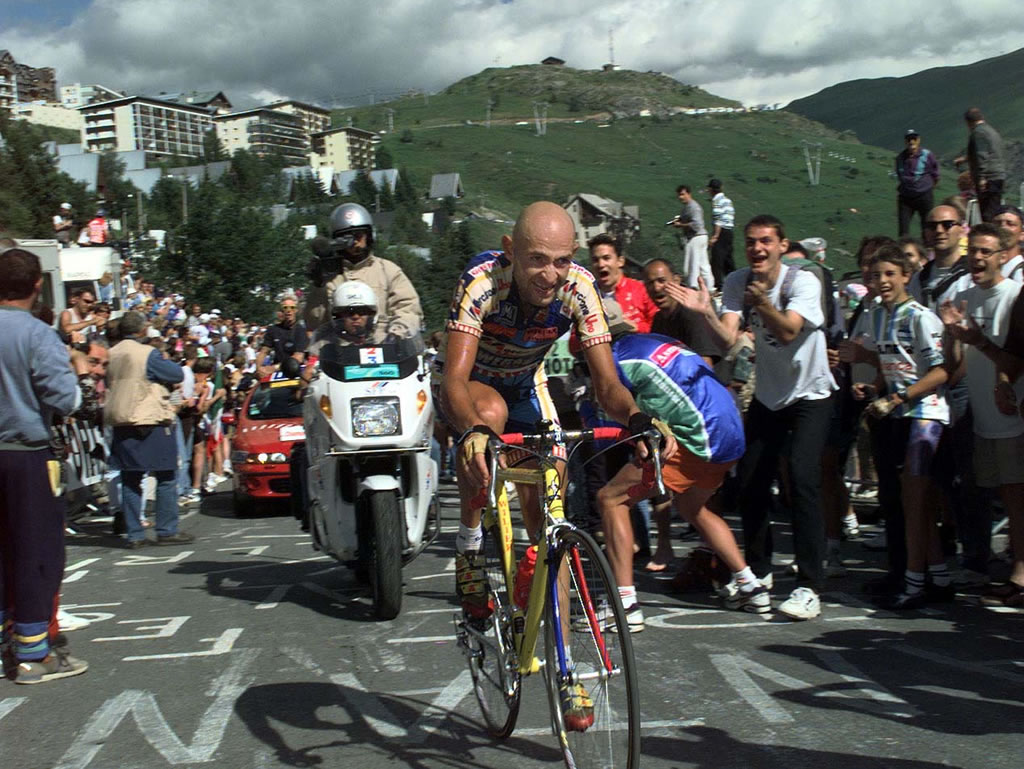
Wspinający się Marco Pantani

Góral – typ zawodnika w kolarstwie szosowym. Górale specjalizują się w pokonywaniu podjazdów i etapów o dużym przewyższeniu.

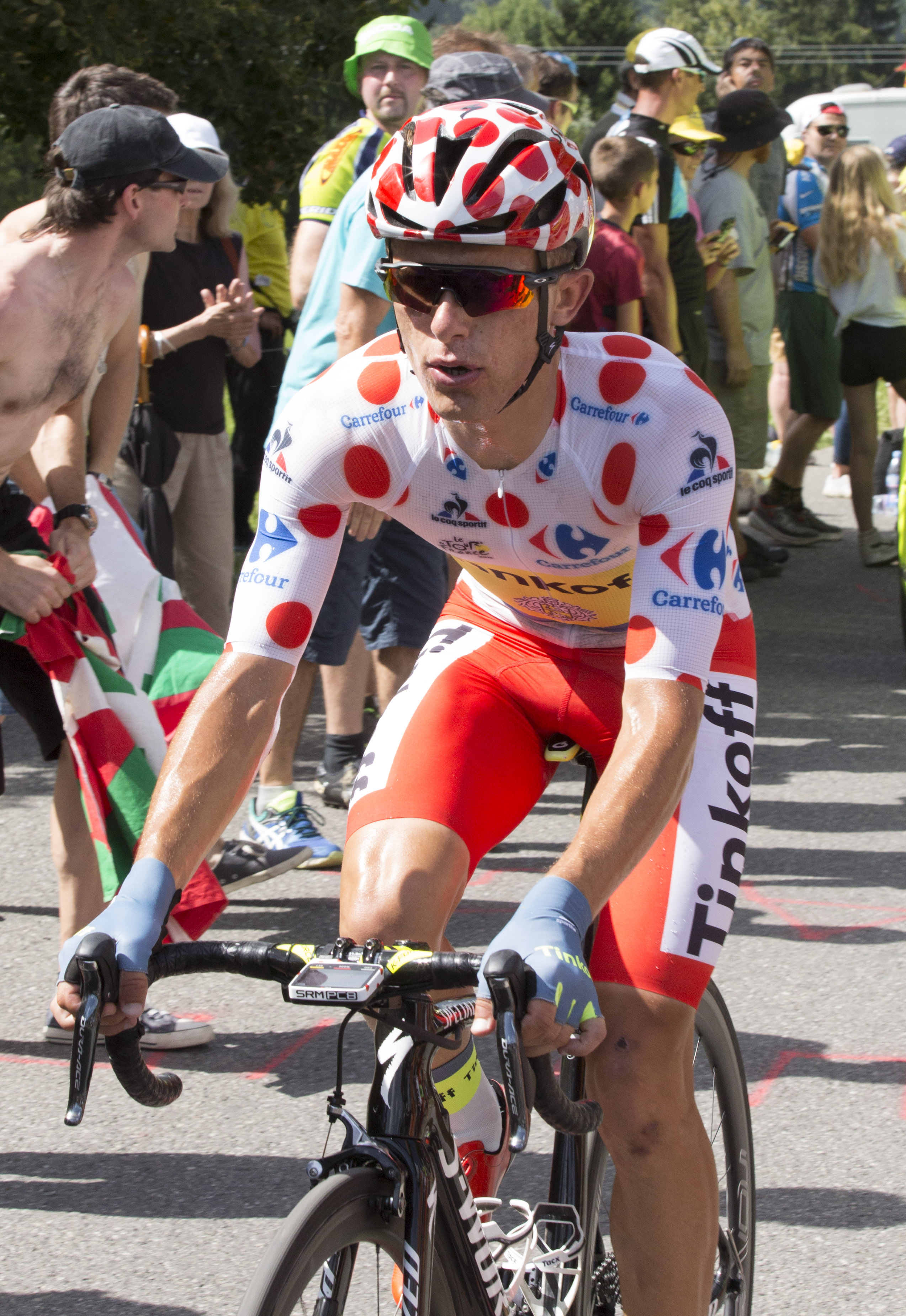
Rafał Majka w białej koszulce w czerwone grochy (lidera klasyfikacji górskiej Tour de France)

Górale charakteryzują się wysokim stosunkiem mocy do masy (liczba wytwarzanych watów na kilogram). Różnią się w swojej budowie od np. sprinterów; ich waga jest zazwyczaj znacznie niższa (ok. 60 kg lub mniej – niższa masa pozwala na łatwiejsze pokonywaniu oporów grawitacji), a BMI oscyluje w okolicach 20. Poza tym górale często wyróżniają się zarówno wysoką wydolnością beztlenową, która pozwala na szybkie przyspieszenia i ataki, które dają kolarzowi przewagę nad rywalami, jak i zdolnością do szybkiej regeneracji oraz utrzymywania długo równego, wysokiego tempa i niską utratą mocy na bardzo stromych podjazdach. 
Górale są głównymi pretendentami do walki w klasyfikacji generalnej (miejsca zależą od poniesionych na etapach strat czasowych w stosunku do rywali) oraz w klasyfikacji górskiej (miejsca zależą od liczby punktów zdobywanych na premiach górskich, usytuowanych na szczytach wzniesień na trasie wyścigu; liczba punktów zależy od rangi wzniesienia). Zwyczajowo słabiej radzą sobie na etapach jazdy indywidualnej na czas oraz płaskich etapach przeprowadzanych na dużym wietrze, gdy nie są otoczeni wystarczającą opieką pomocników z drużyny. 
Do górali należą m.in: Lucien van Impe, Federico Bahamontes, Jose Manuel Fuente, Charly Gaul, Gino Bartali, Marco Pantani, Fausto Coppi, Romain Bardet, Nairo Quintana, Alberto Contador, Vincenzo Nibali, Rafał Majka, Tadej Pogacar, Primoz Roglic, Jonas Vingegaard, Enric Mas, Richard Carapaz, Sepp Kuss, Thibaut Pinot, Giulio Ciccone, Lenny Martinez, Felix Gall, Michael Storer czy Florian Lipowitz.